# Мусянович Ярослав Адольфович
Ярослав Адольфович Мусянович (23 лютого 1915 — 14 березня 1999, Вільнев-де-Марк) — український громадський діяч у Франції.

## Життєпис
Народився у м. Яворові на Львівщині, виростав у Коломиї, де закінчив гімназію у 1933.
Того ж року переїхав до Французької республіки. Навчався у Греноблі та Ліонському університеті, в якому захистив докторську дисертацію на тему «Дослід над розвитком метастази раку в стінах гіпофізу». Мав пропозиції про співпрацю від підприємців-хіміків братів Люм'єр, але відмовився на користь приватної практики і досліджень. Став відомим лікарем, пропагував гомеопатію і натуральну медицину. Мав приватну лікарську практику спочатку в Ліоні, а згодом у Парижі.
У роки Другої світової війни перебував у французькому підпіллі, рятував євреїв.
Брав активну участь в українському емігрантському житті. Голова Центрального комітету Українських організацій у Франції Ярослав Мусянович і член закордонного представництва Української гельсінської групи Леонід Плющ 2 травня 1986 р. зробили заяву щодо аварії на Чорнобильській АЕС, в якій зазначалося, що «…головними причинами катастрофи є низький рівень радянської технології та якості праці, надмірна централізація радянської системи й пов'язана з нею безвладність уряду УРСР, загальна безвідповідальність радянської влади перед населенням, відсутність народного контролю за діями влади, відсутність інформації…»
У Франції 1994 року отець Павло Когут познайомив Ореста Сліпака, аспіранта медінституту, старшого брата Василя Сліпака із директором тижневика «Українське слово», доктором медицини Ярославом Мусяновичем. Професор, приймаючи Ореста у власній оселі, розповідав про культуру та паризьке життя, познайомив із композитором українського походження Мар'яном Кузаном, наполегливо рекомендував залишити касету із записом Василя композиторові. За місяць Василеві Сліпаку надійшло запрошення від оргкомітету одного з найбільших музичних фестивалів у м. Клермон-Феррані (Франція). На 10 Міжнародному конкурсі ораторії і пісні «Гран-Прі France Telecom» (1994) у м. Клермон-Феррані (Франція) Василь Сліпак здобув Гран-прі й Гран-прі глядацьких симпатій. Дебют у Клермон-Феррані був справжньою сенсацією. Успішний виступ на конкурсі, прослуховування у відомих фахівців Паризької академії виявились вирішальними у творчій долі молодого співака, бо цим підтверджено оригінальність його голосу. І припинено до певної міри полеміку в «альма матер»: чи варто співати одночасно і контртенором, і баритоном.

## Громадські посади
- голова Української Національної Єдности (1949–61)[7]
- голова Українського Громадського Комітету у Франції (1979–87),
- голова Українського руху для об'єднання Європи (1960–98)[1]
- голова Товариства бувших Вояків Армії УНР (1979–82)
- голова контрольної комісії НТШ в Європі
- голова Представництва Державного Центру УНР у Франції
- голова Сенату ОУН
- директор франко-українського журналу «Ешанж» і тижневика «Українське слово»
- очолював першу українську друкарню, брав активну участь у Пласті.
- був членом ОУН (м), 1957 року супроводжував А. Мельника у його першій повоєнній подорожі Північною Америкою.
- в 1980-х створив і очолив Українсько-єврейське товариство, брав участь у міжнародній конференції з прав людини у м. Тегерані (Іран) як член французької делегації.

## Масонство
- 1956 року вступив до паризької масонської ложі «Гамаюн», у 1969 році став членом капітулу «Астрея» для вищих ступенів масонства.[8]
- Належав до створеної 1966 року в Парижі української масонської ложі «Vox Ukrainae», до якої також належали видавець Л. Гузар, музикознавець, скрипаль Аристид Вірста, художник Темістокль Вірста та інші. На початку 1970-х Мусянович керував цією ложею.
- У 1993 році брав участь, як і Л. Гузар у відкритті в Парижі ложі «Три колони № 758» для організації масонства в Україні.[8]

## Нагороди
- 25 вересня 1978 року нагороджений військовою відзнакою «Хрест Відродження» в пам'ять 60-ліття армії УНР.[9]